# Recife Challenger 1992
Il Recife Challenger 1992 è stato un torneo di tennis facente parte della categoria ATP Challenger Series nell'ambito dell'ATP Challenger Series 1992. Il torneo si è giocato a Recife in Brasile dal 12 al 18 ottobre 1992 su campi in cemento.

## Vincitori

### Singolare
Luiz Mattar ha battuto in finale  Jaime Oncins con il punteggio di 7–6, 5–7, 7–5

### Doppio
Sébastien Lareau /  Daniel Nestor hanno battuto in finale  Luiz Mattar /  Jaime Oncins con il punteggio di 5–7, 6–4, 7–6